# Guaratiba
Guaratiba ist ein Stadtteil von Rio de Janeiro im Westen der Stadt. Zur gleichnamigen Verwaltungsregion gehören ebenfalls die Stadtteile Pedra de Guaratiba, Sepetiba und Barra de Guaratiba.
Guaratiba liegt am Atlantischen Ozean westlich von Grumari und gilt mit seinen Stränden als Naherholungsgebiet der Großstadt Rio de Janeiro. Der Name des Ortes stammt aus der indigenen Tupi-Sprache und bedeutet, dass hier Guará-Vögel leben. Der Stadtteil verfügt über eine Reihe von touristischen Attraktionen und die umliegende Vegetation ist tropisch. So trifft man auf Bananenpflanzungen und im Bereich der Baía de Sepetiba findet man auf Mangrovensümpfe.

## Barra de Guaratiba
Dieser Stadtteil befindet sich südlich am Rande der Serra da Grota Funda. Durch seine Lage am Rande der Baía de Sepetiba findet man hier hauptsächlich Mangrovensümpfe. Diverse Wasserstraßen verbinden das offene Meer mit der Bucht und es besteht ein Übergang auf die langgestreckte Halbinsel Restinga de Marambaia, zu der allerdings der Zugang gesperrt ist, da hier die brasilianische Armee mit dem Centro de Avaliação do Exército (CAEX) ihren Standort hat. Der Name Marambaia kommt aus der indigenen Tupi-Sprache und bedeutet Einzäunung des Krieges. 
In den 1960er und 1970er Jahren hatten sich an der Barra de Guaratiba reiche Familien aus Rio niedergelassen, jedoch wurden diese Landgüter inzwischen wegen der stärkeren Besiedlung verkauft. Aus dieser Zeit stammen noch diverse Landhausbauten.

## Pedra de Guaratiba
Dieser Ort ist heute meistbesucht und als Wohnort bzw. Wochenend-Refugium der Cariocas aus Rio gefragt. Die Bevölkerung hat hier in den letzten Jahren enorm zugenommen. Fischerei hat hier noch eine gewisse Bedeutung. Der touristische Ausbau des  Strandes Praia da Brisa hat zu einer großen Zunahme von Wochenendbesuchern geführt. Diverse Fischrestaurants wurden hier sehr bekannt und ziehen Leute aus der Großstadt an. 

## Ilha de Guaratiba
Diese Ortslage ist noch etwas ländlich geprägt und hat sein Erkennungszeichen in einem großen Felsen, dem Pedra Branca. Auch gibt es hier viele Gärtnereien, die Zierblumen für die Besucher aus der Großstadt zum Kauf anbieten. Eine touristische Attraktion ist der staatliche Park von Pedra Branca. Hier kann man auf Wanderwegen durch die tropische Natur laufen. 
Bedingt durch eine große Spekulation mit dem Boden in dieser Region, die auf die Pläne eines Tunnelbaus in Richtung Rio de Janeiro zurückzuführen sind (unter der Serra da Grota Funda hindurch), wird hier neues Bauland erschlossen.

## Galerie

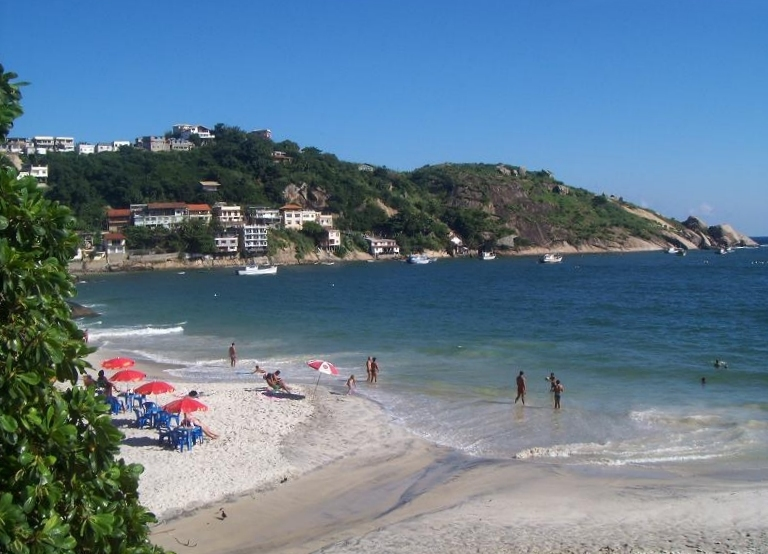
Der Strand von Pedra da Tartaruga in Barra de Guaratiba
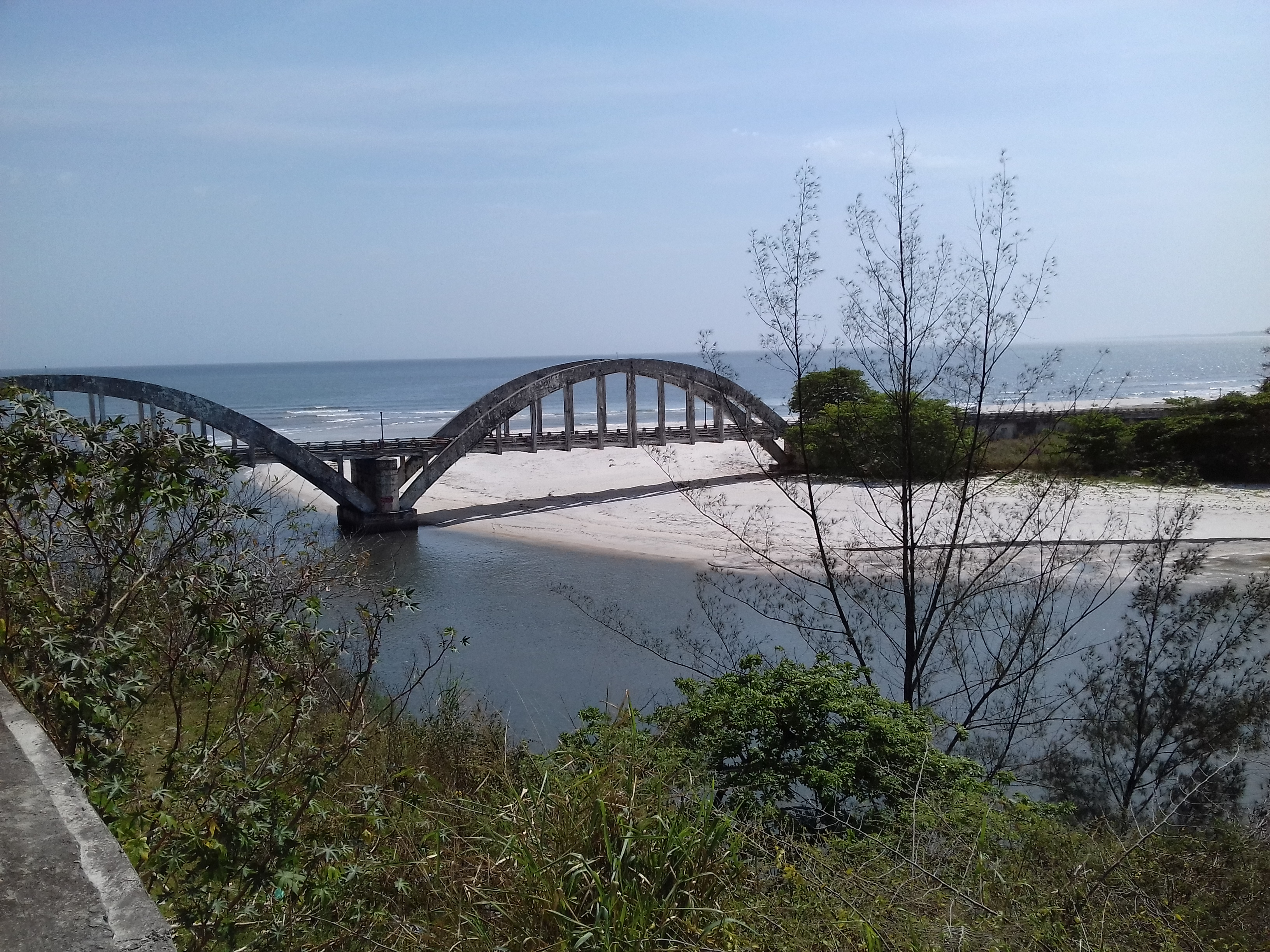
Brücke auf die Restinga de Marambaia
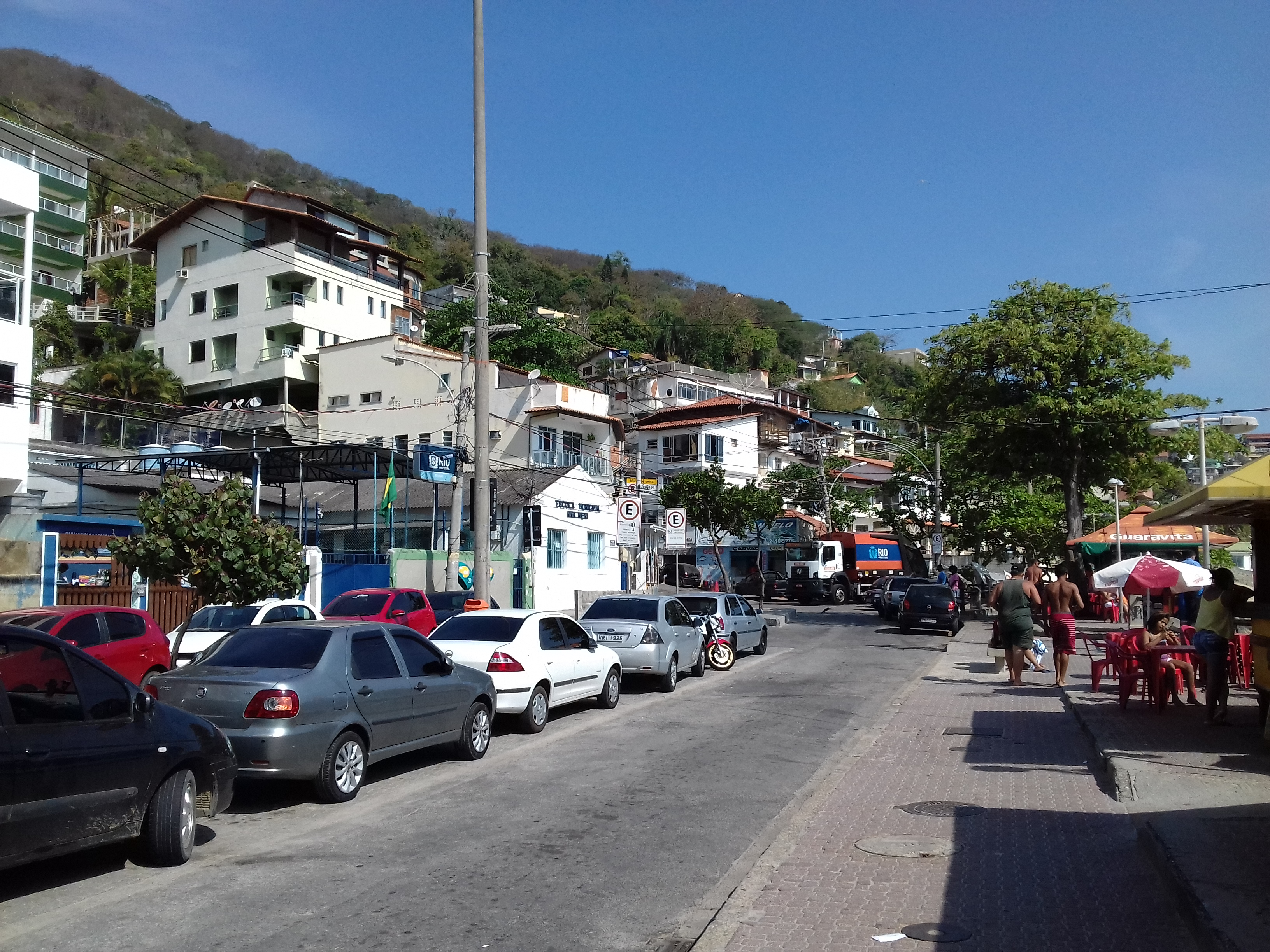
Hauptstraße von Barra de Guaratiba
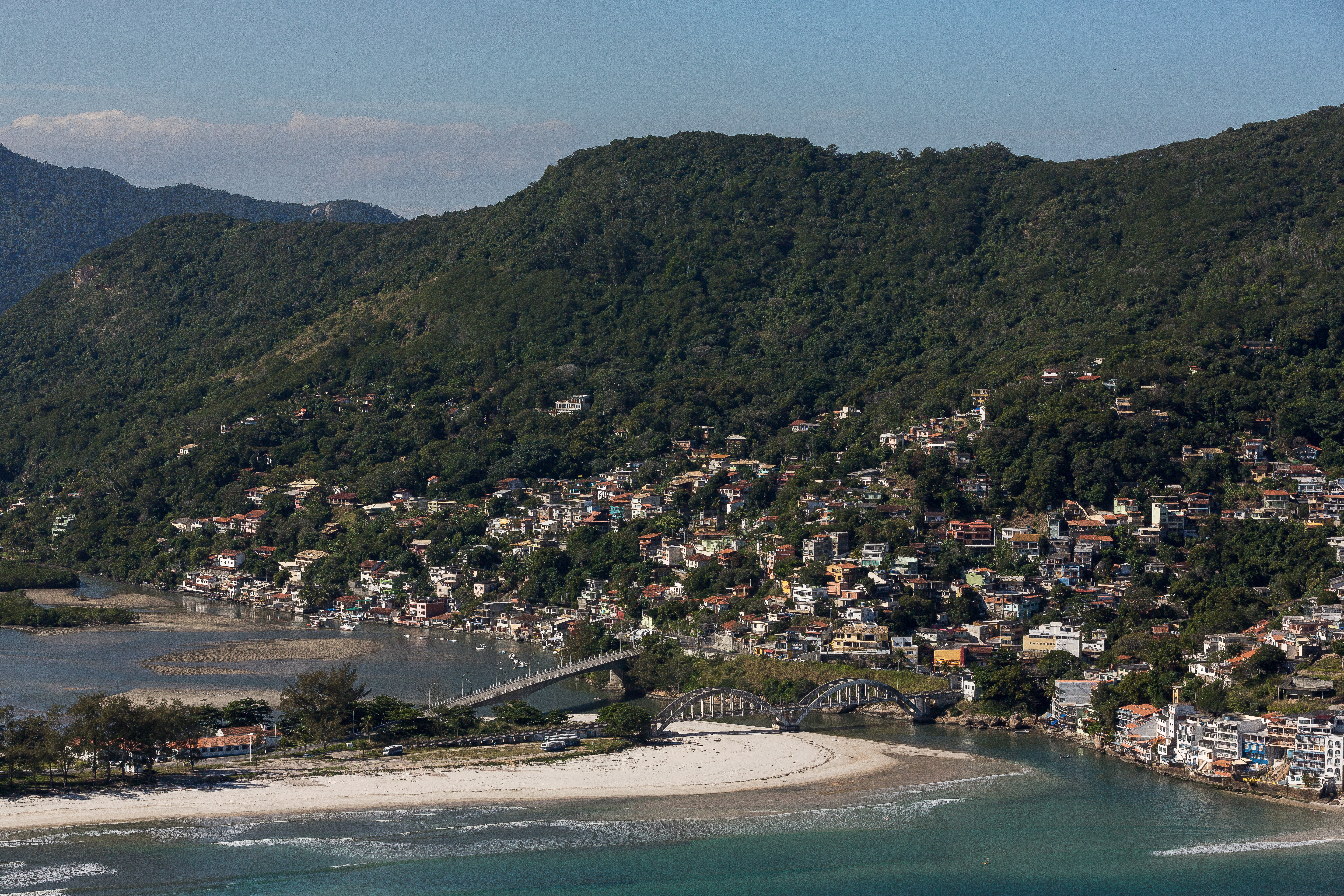
Geschossen von einer Luftaufnahme von Guaratiba.
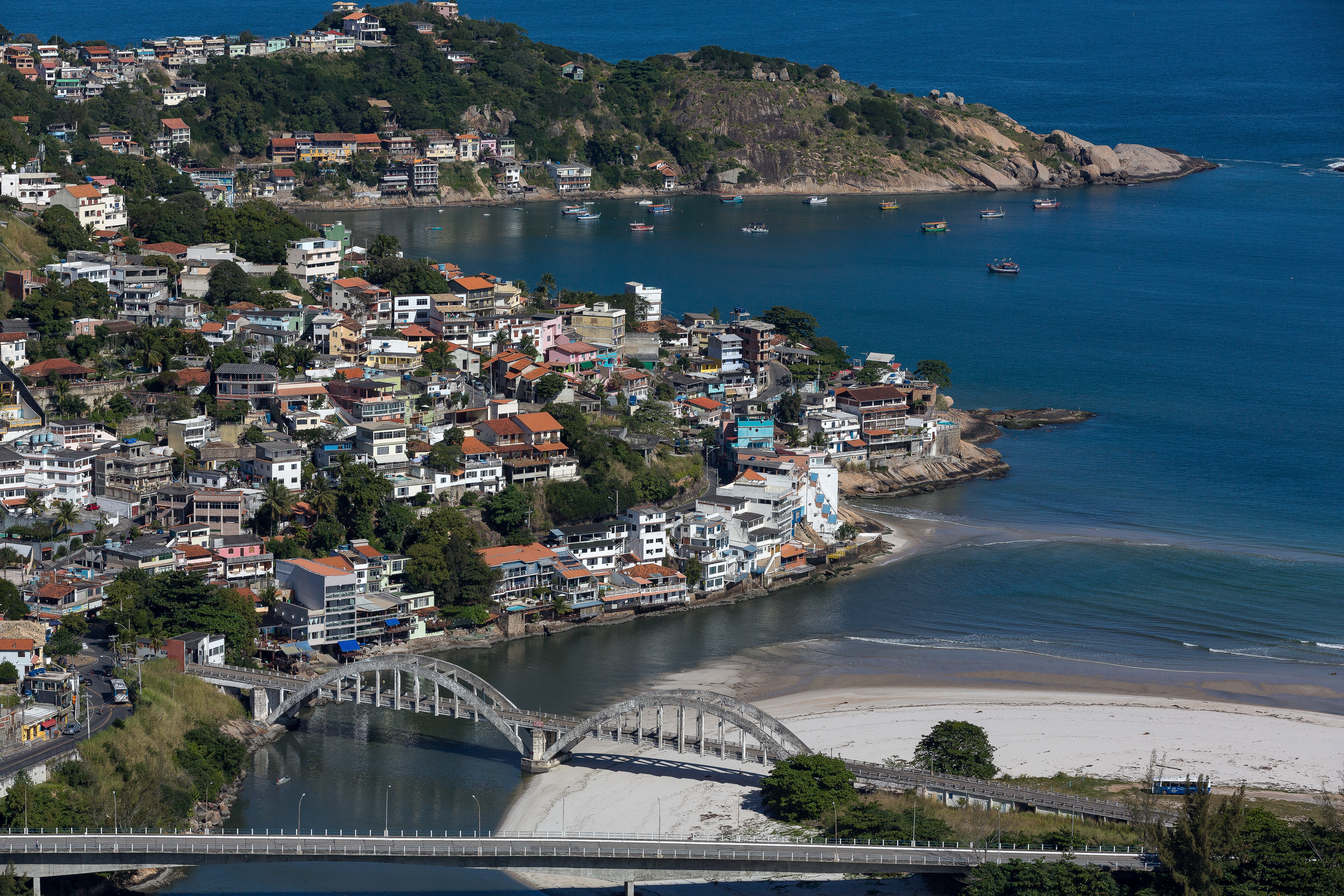
Geschossen von einer Luftaufnahme von Guaratiba.